# Sabermetría

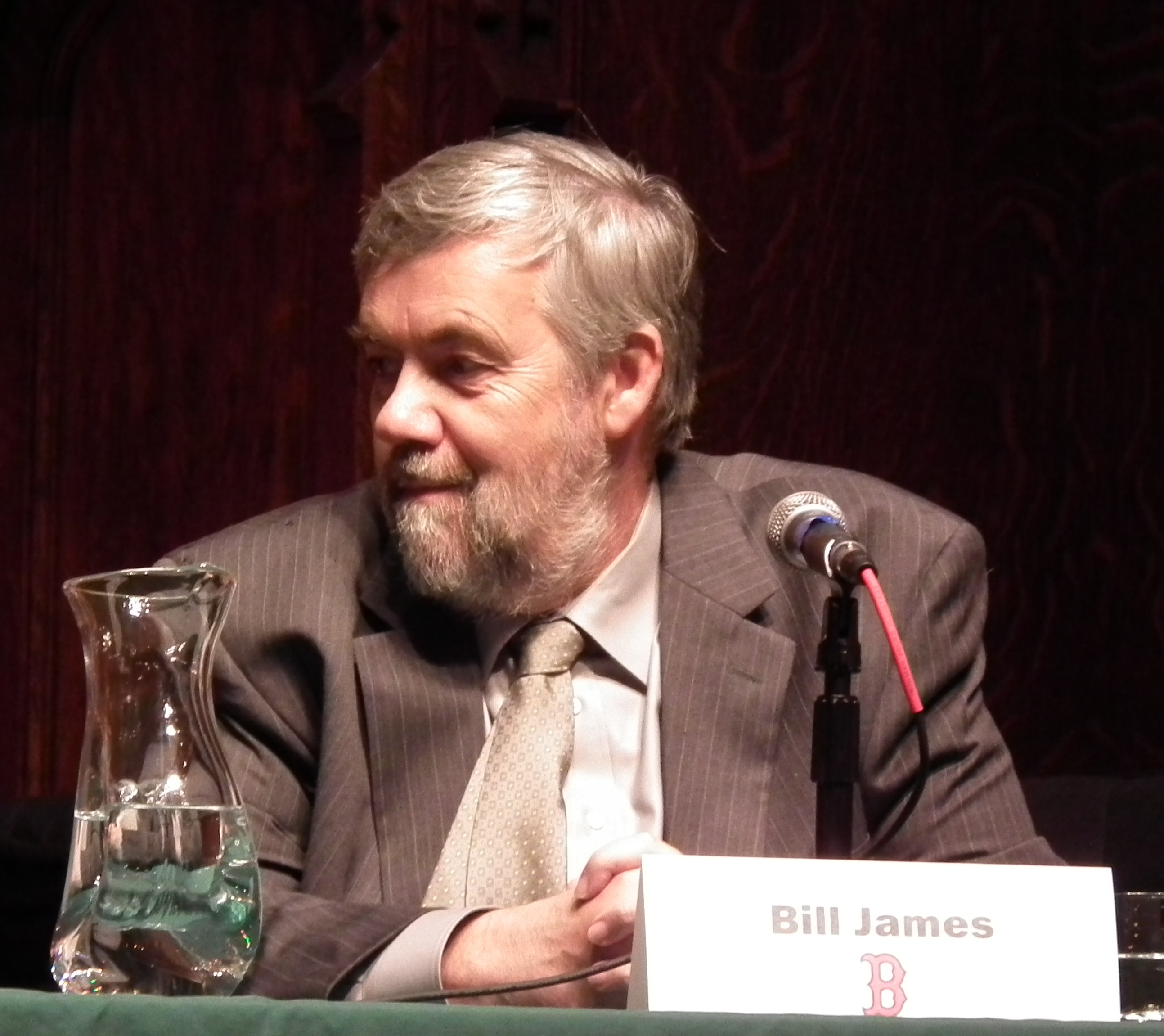
Bill James, que acuñó el término "sabermetría"

En la analítica deportiva, la sabermetría (originalmente SABRmetrics) es el análisis empírico del béisbol, especialmente de las estadísticas de béisbol que miden la actividad en el juego. Los sabermetristas recopilan y resumen los datos relevantes de esta actividad en el juego para responder a preguntas específicas. El término deriva del acrónimo SABR, que significa Sociedad para la Investigación del Béisbol Americano (Society for American Baseball Research), fundada en 1971. El término "sabermetría" fue acuñado por Bill James, que es uno de sus pioneros y suele considerarse su defensor y rostro público más destacado.

## Primeros años
Henry Chadwick, periodista deportivo de Nueva York, desarrolló el marcador de puntaje (box score) en 1858. Esta fue la primera forma en que los estadísticos pudieron describir el deporte del béisbol mediante el seguimiento numérico de varios aspectos del juego. La creación del marcador de puntaje ha proporcionado a los estadísticos de béisbol un resumen de las actuaciones individuales y de equipo para un partido determinado.

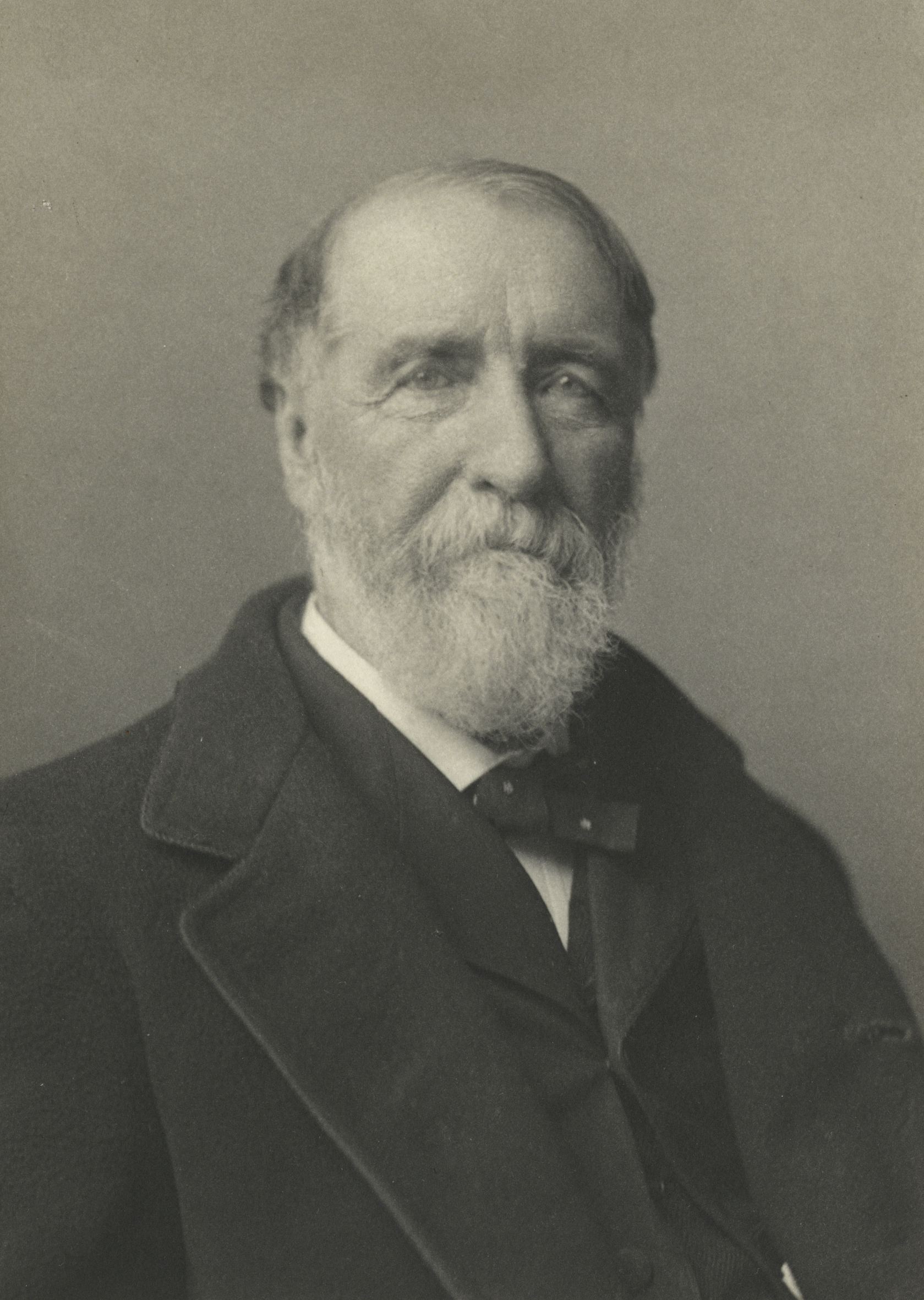
Henry Chadwick

La investigación sabermétrica comenzó a mediados del siglo XX con los escritos de Earnshaw Cook, uno de los primeros sabermétricos. El libro de Cook Percentage Baseball (1964) fue uno de los primeros de su clase. Al principio, la mayoría de los equipos de béisbol organizados y los profesionales desestimaron el trabajo de Cook por carecer de sentido. La idea de una ciencia de las estadísticas de béisbol comenzó a alcanzar legitimidad en 1977, cuando Bill James comenzó a publicar Baseball Abstracts, su compendio anual de datos de béisbol. Sin embargo, las ideas de James tardaron en encontrar una aceptación generalizada.
Bill James creía que había un malentendido generalizado sobre cómo se jugaba al béisbol, afirmando que el deporte no se definía por sus reglas, sino que en realidad, como resumió el profesor de ingeniería Richard J. Puerzer, "se define por las condiciones en las que se juega -específicamente, los estadios, pero también los jugadores, la ética, las estrategias, el equipo y las expectativas del público". "Los sabermétricos -a veces considerados estadísticos del béisbol- comenzaron a tratar de reemplazar la estadística favorita de muchos años, conocida como promedio de bateo. Se ha afirmado que el promedio de bateo por equipo no se ajusta bien a las carreras anotadas por el equipo. El razonamiento sabermétrico diría que las carreras ganan partidos, y que una buena medida del valor de un jugador es su capacidad para ayudar a su equipo a anotar más carreras que el equipo contrario.

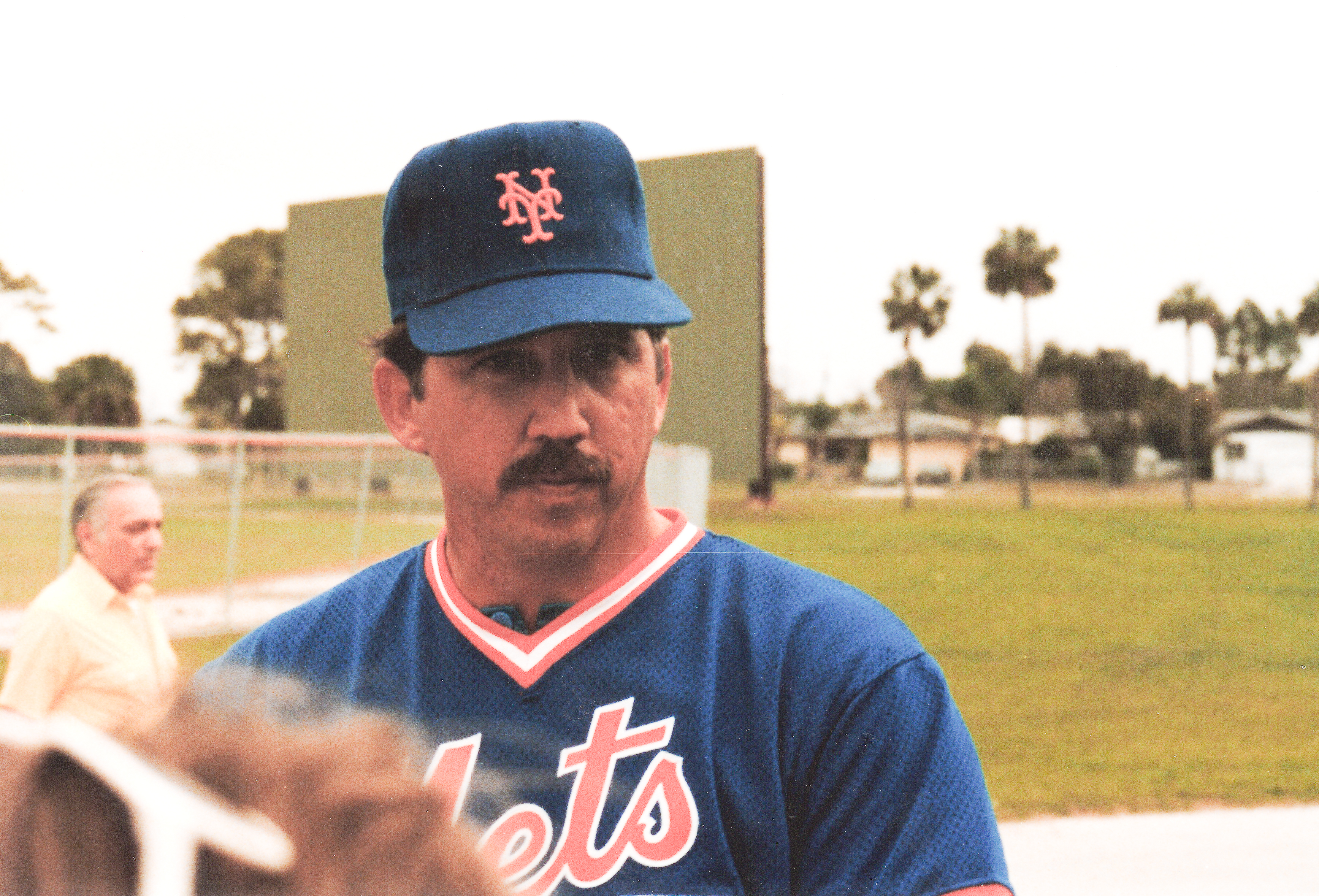
Davey Johnson en 1986

Antes de que Bill James popularizara la sabermetría, Davey Johnson utilizó un IBM System/360 en la cervecería del propietario del equipo, Jerold Hoffberger, para escribir una simulación informática de béisbol en FORTRAN mientras jugaba en los Orioles de Baltimore de la Major League Baseball (MLB) a principios de los años setenta. Utilizó sus resultados en un intento infructuoso de promover ante su entrenador, Earl Weaver, la idea de que él debía batear segundo en la alineación. Escribió programas IBM BASIC para ayudarle a gestionar los Tidewater Tides y, tras convertirse en entrenador de los New York Mets en 1984, consiguió que un empleado del equipo escribiera una aplicación dBASE II para compilar y almacenar métricas avanzadas sobre las estadísticas del equipo. Craig R. Wright fue otro empleado de la MLB, que trabajó con los Texas Rangers a principios de la década de 1980. Durante su tiempo con los Rangers, se hizo conocido como el primer empleado de front office en la historia de la MLB en trabajar bajo el título de "sabermetrista".
David Smith fundó Retrosheet en 1989, con el objetivo de informatizar el box score de todos los partidos de béisbol de las grandes ligas jamás jugados, para recopilar y comparar con mayor precisión las estadísticas del juego.

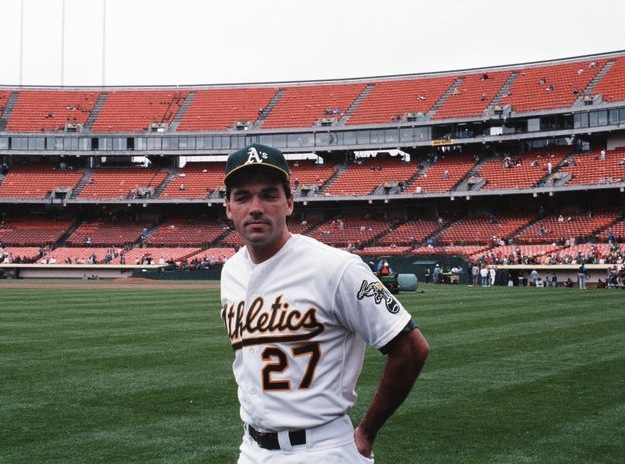
Billy Beane como jugador en 1989

Los Oakland Athletics empezaron a utilizar un enfoque más cuantitativo del béisbol centrándose en los principios sabermétricos en la década de 1990. Esto comenzó inicialmente con Sandy Alderson como gerente general del equipo, cuando utilizó los principios para obtener jugadores relativamente infravalorados. Sus ideas continuaron cuando Billy Beane asumió el cargo de gerente general en 1997, puesto que ocupó hasta 2015, y contrató a su asistente Paul DePodesta A través del análisis estadístico realizado por Beane y DePodesta en la temporada 2002, los Oakland A's ganaron 20 partidos consecutivos. Este fue un momento histórico para la franquicia, en el que el vigésimo partido se jugó en el Oakland-Alameda County Coliseum. Sus planteamientos sobre el béisbol pronto obtuvieron reconocimiento nacional cuando Michael Lewis publicó Moneyball: El arte de ganar un juego injusto en 2003 para detallar el uso de la sabermetría por parte de Beane. En 2011, se estrenó una película basada en el libro de Lewis, también titulada Moneyball, que dio amplia difusión a las técnicas utilizadas en la oficina de los Oakland Athletics.

## Medición tradicional
La Sabermetría se creó en un intento de que los aficionados al béisbol aprendieran sobre este deporte a través de pruebas objetivas. Para ello, se evalúa a los jugadores en todos los aspectos del juego, en concreto el bateo, el lanzamiento y el fildeo. Estas medidas de evaluación suelen expresarse en términos de carreras o victorias del equipo, ya que las estadísticas más antiguas se consideraban ineficaces.

### Medidas de bateo

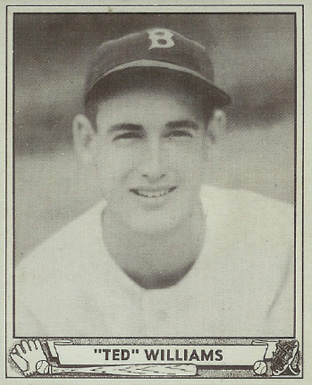
Ted Williams, el último jugador de la MLB en batear .400 durante una temporada

La medida tradicional del rendimiento del bateo se considera que es el número de hits dividido por el número total de bateos. Bill James, junto con otros padres de la sabermetría, consideró que esta medida era defectuosa, ya que ignora cualquier otra forma en que un bateador pueda llegar a la base además de un hit. Por el contrario, el porcentaje en base (OBP), toma en consideración las bases por bolas ("caminatas") y los base por pelotazo (hit by pitch). Otro problema con la medida tradicional del promedio de bateo es que no distingue entre hits (es decir, sencillos, dobles, triples y home run) y da a cada hit el mismo valor. Una medida que diferencia entre estos resultados es el porcentaje de slugging (SLG). Para calcular el porcentaje de slugging, el número de bases totales de todos los hits se divide por el número total de veces al bate.
Stephen Jay Gould propuso que la desaparición del promedio de bateo de .400 (logrado por última vez en la MLB por Ted Williams en 1941) es en realidad un signo de mejora general en el bateo. Esto se debe a que, en la era moderna, los jugadores se centran cada vez más en batear para conseguir potencia que para lograr promedio. Por lo tanto, se ha vuelto más valioso comparar a los jugadores utilizando el porcentaje de slugging y el porcentaje en base por encima del promedio de bateo.
Estas dos medidas sabermétricas mejoradas son habilidades importantes para medir en un bateador y se han combinado para crear la estadística moderna de porcentaje de bateo más slugging (OPS). OPS es la suma del porcentaje de bateo y el porcentaje de slugging. Esta estadística moderna se ha vuelto útil para comparar jugadores y es un poderoso método para predecir las carreras anotadas por un determinado jugador.
Algunas de las otras estadísticas que los sabermetristas utilizan para evaluar el rendimiento del bateo son el promedio ponderado en base, el promedio secundario, las carreras creadas y el promedio equivalente.

### Medidas de lanzamiento

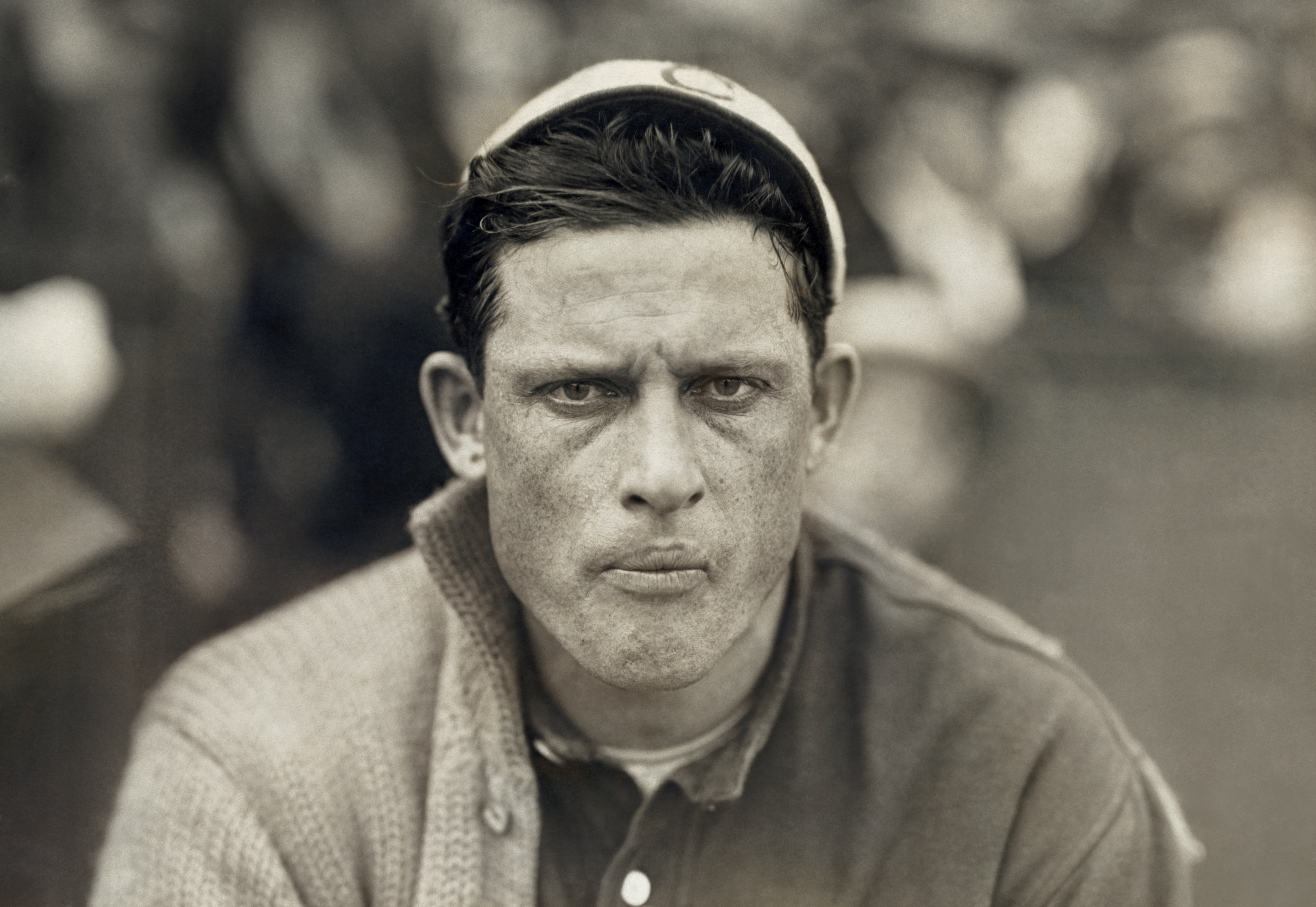
Ed Walsh, cuya ERA de 1,82 es la más baja de la historia de la MLB.

La medida tradicional del rendimiento de los lanzadores es el promedio de carreras ganadas (ERA). Se calcula como las carreras permitidas por cada nueve entradas. El promedio de carreras ganadas no separa la habilidad del lanzador de las habilidades de los jardineros con los que juega. Otra medida clásica para el lanzamiento es el porcentaje de victorias de un lanzador. El porcentaje de victorias se calcula dividiendo las victorias por el número total de decisiones (victorias más derrotas). El porcentaje de victorias también depende en gran medida del equipo del lanzador, especialmente del número de carreras que anota.
Los sabermétricos han intentado encontrar diferentes medidas del rendimiento de los lanzadores que excluyan el rendimiento de los jardineros implicados. Uno de los primeros desarrollados, y uno de los más populares en uso, es el de las Bases más hits por entrada lanzada (WHIP), que si bien no es completamente independiente de la defensa, tiende a indicar cuántas veces es probable que un lanzador ponga a un jugador en base (ya sea a través de caminata, hit-by-pitch, o base hit) y por lo tanto cuán efectivos son los bateadores contra un lanzador en particular para llegar a base.
Un desarrollo posterior fue la creación del sistema de Estadística de Pitcheo Independiente de la Defensa (DIPS). Voros McCracken ha sido acreditado con el desarrollo de este sistema en 1999. A través de su investigación, McCracken fue capaz de demostrar que hay poca o ninguna diferencia entre los lanzadores en el número de hits que permiten en las bolas puestas en juego, independientemente de su nivel de habilidad. Algunos ejemplos de estas estadísticas son ERA independiente de la defensa, pitcheo independiente del campo, y ERA componente independiente de la defensa. Otros sabermetristas han promovido el trabajo en DIPS, como Tom Tango, que dirige el sitio web de sabermetría Tango on Baseball.
Baseball Prospectus creó otra estadística denominada ERA periférico. Esta medida del rendimiento de un lanzador toma en cuenta los hits, las bases por bolas, los jonrones permitidos y los ponches, a la vez que ajusta los factores del estadio. Cada estadio tiene diferentes dimensiones en lo que respecta a la pared del campo exterior, por lo que un lanzador no debe ser medido de la misma manera en cada uno de estos parques.
El promedio de bateo en bolas en juego (BABIP) es otra medida útil para determinar el rendimiento de los lanzadores. Cuando un lanzador tiene un BABIP alto, a menudo mostrará mejoras en la temporada siguiente, mientras que un lanzador con un BABIP bajo a menudo mostrará una disminución en la temporada siguiente. Esto se basa en el concepto estadístico de regresión a la media. Otros han creado varios medios para intentar cuantificar lanzamientos individuales basados en características del lanzamiento, en oposición a carreras ganadas o bolas golpeadas.

## Métodos avanzados
El valor sobre el jugador de reemplazo (VORP) se consideró en su día una estadística sabermétrica popular. Esta estadística demuestra cuánto contribuye un jugador a su equipo en comparación con un jugador hipotético que rinde al nivel mínimo necesario para ocupar un puesto en la plantilla de un equipo de las Grandes Ligas. Esta medida fue inventada por Keith Woolner, antiguo redactor del grupo sabermétrico/página web Baseball Prospectus.
Las Victorias por Encima del Reemplazo (WAR) es otra estadística sabermétrica popular para evaluar las contribuciones de un jugador a su equipo. Similar al VORP, WAR compara a un jugador dado con un jugador de nivel de reemplazo con el fin de determinar el número de victorias adicionales que el jugador ha proporcionado a su equipo. Los valores WAR varían con las posiciones de bateo y están determinados en gran medida por el rendimiento exitoso de un jugador y la cantidad de tiempo de juego.

### Análisis cuantitativo en el béisbol
Muchas estadísticas tradicionales y modernas, como el ERA y las victorias compartidas, no permiten comprender plenamente lo que ocurre en el campo. Los ratios simples no son suficientes para entender los datos estadísticos del béisbol. El análisis cuantitativo estructurado es capaz de explicar muchos aspectos del juego, por ejemplo, para examinar la frecuencia con la que un equipo debe intentar robar.

## Aplicaciones
La sabermétrica puede utilizarse con múltiples fines, pero los más comunes son la evaluación del rendimiento pasado y la predicción del rendimiento futuro para determinar las contribuciones de un jugador a su equipo, que pueden ser útiles para determinar quién debe ganar los premios de final de temporada, como el MVP, y para determinar el valor de realizar un determinado intercambio.
La mayoría de los jugadores de béisbol suelen jugar varios años en las ligas menores antes de ser llamados a las ligas mayores. Las diferencias competitivas, unidas a los efectos de los estadios, dificultan la comparación exacta de las estadísticas de un jugador. Los sabelotodos han podido resolver este problema ajustando las estadísticas del jugador en las ligas menores, lo que también se conoce como Equivalencia de Ligas Menores. Mediante estos ajustes, los equipos pueden analizar el rendimiento de un jugador tanto en AA como en AAA para determinar si es apto para ser convocado a las mayores.

### Estadística aplicada
Los métodos sabermétricos se utilizan generalmente con tres fines:
1. Comparar rendimientos clave entre determinados jugadores específicos en condiciones de datos realistas. La evaluación del rendimiento pasado de un actor permite obtener una visión analítica. La comparación de estos datos entre jugadores puede ayudar a comprender puntos clave como sus valores de mercado. De ese modo, se puede definir el papel y el salario que se debe dar a ese jugador.
2. Predecir el rendimiento futuro de un jugador o de un equipo. Cuando se dispone de datos anteriores sobre el rendimiento de un equipo o de un jugador concreto, la Sabermetría puede utilizarse para predecir el rendimiento medio futuro de la temporada siguiente. Así, se puede hacer una predicción con cierta probabilidad sobre el número de victorias y derrotas.
3. Proporcionar una función útil de las contribuciones del jugador a su equipo. Al analizar los datos, uno es capaz de comprender las contribuciones que un jugador hace al éxito/fracaso de su equipo. Dada esa correlación, se puede fichar o dar de baja objetivamente a jugadores con determinadas características.

### Modelo de aprendizaje automático
Se puede construir un modelo de aprendizaje automático utilizando conjuntos de datos disponibles en fuentes como baseball-reference. Este modelo ofrecerá estimaciones de probabilidades sobre el resultado de partidos concretos o el rendimiento de determinados jugadores. Estas estimaciones son cada vez más precisas cuando se aplican a un gran número de eventos a largo plazo. El resultado del partido (ganar/perder) se trata como si tuviera una distribución binomial.
Las predicciones pueden realizarse utilizando un modelo de regresión logística con variables explicativas que incluyan: carreras anotadas por el rival, carreras anotadas, tiempo al bate de los shutouts, porcentaje de victorias y WHIP del lanzador.

## Últimos avances
Muchos sabermétricos siguen trabajando duro para contribuir al campo mediante la creación de nuevas medidas y la formulación de nuevas preguntas. Las dos ediciones del Historical Baseball Abstract y el libro Win Shares de Bill James han seguido avanzando en el campo de la sabermetría, 25 años después de que él ayudara a iniciar el movimiento. Su antiguo ayudante Rob Neyer, que más tarde se convirtió en redactor sénior de ESPN.com y editor nacional de béisbol de SBNation, también trabajó en la popularización de la sabermetría desde mediados de la década de 1980.
Nate Silver, antiguo escritor y socio gerente de Baseball Prospectus, inventó PECOTA. Este acrónimo significa Player Empirical Comparison and Optimization Test Algorithm (Algoritmo de prueba para la comparación y optimización empírica de jugadores), y es un sistema sabermétrico para pronosticar el rendimiento de los jugadores de las Grandes Ligas de Béisbol. En pocas palabras, asume que las carreras de jugadores similares seguirán una trayectoria parecida. Este sistema pertenece a Baseball Prospectus desde 2003 y ayuda a los autores del sitio web a inventar o mejorar medidas y técnicas sabermétricas ampliamente utilizadas.
A partir de la temporada de béisbol de 2007, la MLB comenzó a buscar tecnología para registrar información detallada sobre cada lanzamiento realizado en un partido, lo que se conoce como el sistema PITCHf/x, capaz de registrar la velocidad del lanzamiento, en su punto de lanzamiento y al cruzar el plato, así como la ubicación y el ángulo de ruptura de determinados lanzamientos a través de cámaras de vídeo. FanGraphs es un sitio web que favorece este sistema, así como el análisis de datos jugada a jugada. El sitio web también se especializa en la publicación de estadísticas avanzadas de béisbol, así como gráficos que evalúan y siguen el rendimiento de jugadores y equipos.

## En la cultura popular
- Moneyball, la película de 2011 sobre el uso de la sabermetría por parte de Billy Beane para construir los Oakland Athletics. La película está basada en el libro homónimo de Michael Lewis.
- En la serie de televisión Numb3rs, el episodio de la tercera temporada "Hardball" se centra en la sabermetría, y el episodio de la primera temporada "Sacrifice" también trata el tema.
- "MoneyBART", tercer episodio de la 22ª temporada de Los Simpson, en el que Lisa utiliza la sabermetría para entrenar al equipo de béisbol de la liga infantil de Bart.